# 日本女子プロゴルフ選手権大会
日本女子プロゴルフ選手権大会（にほんじょしプロゴルフせんしゅけんたいかい）は、毎年開催されている日本女子プロゴルフ協会主催の日本の女子プロゴルフメジャー大会（公式戦）の1つ。

## 概要
1968年の第1回以来から現在でも続いている伝統あるゴルフトーナメントである（2002年までは日本女子プロゴルフ選手権大会コニカ杯という名称だった）。優勝者にはJLPGA優勝杯と文部科学大臣杯、ソニー製品、メルセデス・ベンツの車が副賞として贈られる。
これまでに同協会会長も務めた樋口久子が、第1回からの7連覇を含む最多の9回優勝しており、続いて大迫たつ子が4回、岡本綾子が3回優勝している。
男子の日本プロゴルフ選手権大会やACNチャンピオンシップゴルフトーナメントと同様、毎年開催都道府県・ゴルフコースを変更して行う「サーキット方式」を採用している。この方式は、JLPGA大会では唯一である。2021年現在、賞金総額2億円、優勝賞金3600万円である。
2020年の第53回大会は、新型コロナウイルス感染拡大防止対策による影響で無観客開催として開催された。また、2021年の第54回大会も同様に無観客開催が決定した。
2023年の第56回大会をもってコニカミノルタが特別協賛を終了することが発表された。その後、2023年12月5日にソニーグループが2024年からの3年契約で特別協賛することが発表され、大会名も『ソニー日本女子プロゴルフ選手権大会』となる。

## 出場資格
出場選手は最大132名に設定している。
- 歴代優勝者
- ワールドレディスチャンピオンシップ、JLPGAツアーチャンピオンシップ、日本女子オープンゴルフ選手権競技の過去3年の歴代優勝者
- 前年度メルセデスランク50名
- 前年度の当大会翌週から今年度の前週までの日本女子プロゴルフ協会（JLPGA）トーナメント競技優勝者
- 開催コース所属者
- リランキングリスト上位者
- 永久シード権取得者
- 当大会の最終予選会の通過者
- JLPGAが特別に承認した選手

## 大会歴代優勝者
| 回数   | 開催時期            | 優勝者       | 開催地 | 開催ゴルフコース                               |
| ------ | ------------------- | ------------ | ------ | ---------------------------------------------- |
| 第1回  | 1968年7月17日、18日 | 樋口久子     | 静岡県 | 天城カントリークラブ                           |
| 第2回  | 1969年7月24日、25日 | 樋口久子     | 愛知県 | 貞宝カントリークラブ                           |
| 第3回  | 1970年7月23日、24日 | 樋口久子     | 愛知県 | 貞宝カントリークラブ                           |
| 第4回  | 1971年7月24日、25日 | 樋口久子     | 愛知県 | 貞宝カントリークラブ                           |
| 第5回  | 1972年7月12日〜14日 | 樋口久子     | 愛知県 | 貞宝カントリークラブ                           |
| 第6回  | 1973年8月21日〜23日 | 樋口久子     | 愛知県 | 貞宝カントリークラブ                           |
| 第7回  | 1974年7月26日〜28日 | 樋口久子     | 福岡県 | 久山カントリークラブ                           |
| 第8回  | 1975年7月11日〜13日 | 山崎小夜子   | 大阪府 | PLカントリークラブ                             |
| 第9回  | 1976年7月23日〜25日 | 樋口久子     | 大阪府 | PLカントリークラブ                             |
| 第10回 | 1977年7月22日〜24日 | 樋口久子     | 大阪府 | PLカントリークラブ                             |
| 第11回 | 1978年7月14日〜16日 | 森口祐子     | 大阪府 | PLカントリークラブ                             |
| 第12回 | 1979年7月13日〜15日 | 岡本綾子     | 大阪府 | PLカントリークラブ                             |
| 第13回 | 1980年7月11日〜13日 | 大迫たつ子   | 滋賀県 | 蒲生ゴルフ倶楽部                               |
| 第14回 | 1981年9月25日〜27日 | 鈴木美重子   | 千葉県 | 五井カントリークラブ                           |
| 第15回 | 1982年9月23日〜26日 | 岡本綾子     | 富山県 | 髙岡カントリー倶楽部                           |
| 第16回 | 1983年9月22日〜25日 | 大迫たつ子   | 滋賀県 | 蒲生ゴルフ倶楽部                               |
| 第17回 | 1984年9月20日〜23日 | 黄玥珡       | 長野県 | 信州伊那国際ゴルフクラブ                       |
| 第18回 | 1985年9月19日～22日 | 涂阿玉       | 栃木県 | 烏山城カントリークラブ                         |
| 第19回 | 1986年9月11日〜14日 | 生駒佳与子   | 兵庫県 | ABCゴルフ倶楽部                                |
| 第20回 | 1987年9月10日〜13日 | 永田富佐子   | 栃木県 | あさひヶ丘カントリークラブ                     |
| 第21回 | 1988年9月8日〜11日  | 大迫たつ子   | 兵庫県 | ABCゴルフ倶楽部                                |
| 第22回 | 1989年9月7日〜10日  | 谷福美       | 栃木県 | 大金ゴルフクラブ                               |
| 第23回 | 1990年9月6日〜9日   | 岡本綾子     | 栃木県 | 広陵カントリークラブ                           |
| 第24回 | 1991年9月12日〜15日 | 大迫たつ子   | 兵庫県 | 旭国際東條カントリークラブ                     |
| 第25回 | 1992年9月10日〜13日 | 具玉姫       | 千葉県 | 平川カントリークラブ                           |
| 第26回 | 1993年9月9日〜12日  | 原田香里     | 鳥取県 | 旭国際浜村温泉ゴルフクラブ                     |
| 第27回 | 1994年9月8日〜11日  | 日吉久美子   | 長野県 | 穂高カントリークラブ                           |
| 第28回 | 1995年9月7日〜10日  | 高村亜紀     | 福岡県 | ザ・クラシックゴルフ倶楽部                     |
| 第29回 | 1996年9月5日〜8日   | 塩谷育代     | 新潟県 | 長岡カントリー倶楽部                           |
| 第30回 | 1997年9月11日〜14日 | 福嶋晃子     | 岐阜県 | 富士カントリー塩河コース                       |
| 第31回 | 1998年9月10日〜13日 | 服部道子     | 茨城県 | 美浦ゴルフ倶楽部                               |
| 第32回 | 1999年9月9日〜12日  | 城戸富貴     | 滋賀県 | 琵琶湖カントリー倶楽部                         |
| 第33回 | 2000年9月7日〜10日  | 高村亜紀     | 福島県 | リベラルヒルズゴルフクラブ                     |
| 第34回 | 2001年9月6日〜9日   | 日吉久美子   | 栃木県 | ROPE CLUB                                      |
| 第35回 | 2002年9月12日〜15日 | 具玉姫       | 兵庫県 | 太平洋クラブ六甲コース                         |
| 第36回 | 2003年9月11日〜14日 | 不動裕理     | 埼玉県 | 太平洋C&A江南コース                            |
| 第37回 | 2004年9月9日〜12日  | 肥後かおり   | 栃木県 | 太平洋C&A益子コース                            |
| 第38回 | 2005年9月8日〜11日  | 不動裕理     | 滋賀県 | 名神八日市カントリー倶楽部                     |
| 第39回 | 2006年9月7日〜10日  | 宮里藍       | 北海道 | ニドムクラシックコース・ニスパコース           |
| 第40回 | 2007年9月6日〜9日   | 飯島茜       | 広島県 | リージャスクレストゴルフクラブ・グランドコース |
| 第41回 | 2008年9月11日〜14日 | 辛炫周       | 石川県 | 片山津ゴルフ倶楽部・白山コース                 |
| 第42回 | 2009年9月10日〜13日 | 諸見里しのぶ | 岐阜県 | 岐阜関カントリー倶楽部                         |
| 第43回 | 2010年9月9日〜12日  | 藤田幸希     | 奈良県 | グランデージゴルフ倶楽部                       |
| 第44回 | 2011年9月8日〜11日  | 三塚優子     | 千葉県 | キングフィールズゴルフクラブ                   |
| 第45回 | 2012年9月6日〜9日   | 有村智恵     | 滋賀県 | タラオカントリークラブ西コース                 |
| 第46回 | 2013年9月12日〜15日 | イ・ボミ     | 北海道 | 恵庭カントリー倶楽部                           |
| 第47回 | 2014年9月11日〜14日 | 鈴木愛       | 兵庫県 | 美奈木ゴルフ倶楽部                             |
| 第48回 | 2015年9月10日〜13日 | テレサ・ルー | 長崎県 | パサージュ琴海アイランドゴルフクラブ           |
| 第49回 | 2016年9月8日〜11日  | 鈴木愛       | 北海道 | 登別カントリー倶楽部                           |
| 第50回 | 2017年9月7日〜10日  | 李知姫       | 岩手県 | 安比高原ゴルフウラブ                           |
| 第51回 | 2018年9月6日〜9日   | 申智愛       | 富山県 | 小杉カントリークラブ                           |
| 第52回 | 2019年9月12日〜15日 | 畑岡奈紗     | 兵庫県 | チェリーヒルズゴルフクラブ                     |
| 第53回 | 2020年9月10日〜13日 | 永峰咲希     | 岡山県 | JFE瀬戸内海ゴルフ倶楽部（無観客開催）          |
| 第54回 | 2021年9月9日〜12日  | 稲見萌寧     | 茨城県 | 静ヒルズカントリークラブ（無観客開催）         |
| 第55回 | 2022年9月8日〜11日  | 川﨑春花     | 京都府 | 城陽カントリー倶楽部                           |
| 第56回 | 2023年9月7日〜10日  | 神谷そら     | 長崎県 | パサージュ琴海アイランドゴルフクラブ           |
| 第57回 | 2024年9月5日～8日   | 竹田麗央     | 沖縄県 | かねひで喜瀬カントリークラブ                   |
| 第58回 | 2025年              |              | 茨城県 | 大洗ゴルフ倶楽部                               |
| 第59回 | 2026年              |              | 石川県 | 片山津ゴルフ倶楽部                             |

## テレビ中継
- 大会の模様は、本大会の後援団体でもある朝日放送テレビの制作により、1975年より[注 4]放送されている。地上波中継は、大会2日目を朝日放送テレビと開催地の地元系列局の2局で（近畿圏・関東圏・地元系列局がない地域での開催の場合は朝日放送テレビローカルのみ）、3日目・最終日をテレビ朝日系列フルネット24局にて録画放送[注 5]。また、CS放送のスカイAでは、「スカイA ゴルフシリーズ」にて4日間全て放送する。2017年は大会公式サイトでもライブ配信されたが、最終日はスタート時間が大幅遅延され、テレビ中継も時間内に収めず、急遽競技終了までライブ配信された。2015年までは、BSデジタル放送のBS朝日で、3日目・最終日を時差ネットしていた。
  - 朝日放送テレビ社内には、少なくとも1977年以降の中継映像が現存しており、中継内や関連番組、朝日放送テレビの番組公式サイトなどで、こうした映像が随時公開されている。
  - 中継番組内では、コニカミノルタの特別CMが毎年放送されており、こちらには前年度の優勝者が出演している。
  - 3日目・最終日中継の直前に放送されている同じく朝日放送テレビ制作である『パネルクイズ アタック25』では、オープニングのゲストクイズ（2012年4月 - 2018年秋）にて出場選手がクイズを出題していた[注 6]。2014年はイ・ボミが出演したが、放送前日に同年の大会を途中棄権した[注 7]ため、中継の宣伝クレジットが表示された際にはイの棄権についても触れられた。
  - 2018年大会は、富山県で開催されたが同県にはテレビ朝日系列局がないため代わってフジテレビ系列局の富山テレビ放送が最終日の深夜に放送した[24][注 8]。
- 2021年大会はアメリカディスカバリーが運営する動画配信サービス「GOLFTV」にて4日間全日程をライブ配信した[25]。同サービスにおいて日本ツアー（日米共催除く）がライブ配信されるのは初となった。

## ルーキーキャンプ
この大会では、その年の女子プロゴルフテストとティーチングプロテスト（いわゆるレッスンプロ）A級資格に合格した新人選手が、大会の運営ボランティアとして参加する実地研修「ルーキーキャンプ」を行っている。この研修では、開催地の地元自治体の市民や行政のスタッフとともに、大会運営業務（ギャラリー誘導やスコアボード表示、各種ファンサービスのアシスタント他）に携わることによって、プロゴルフの大会が多くの人々の地道な作業・支援によって支えられているかを学び取ると共に、ゴルファーとして、また社会人としての自覚を養うことを念頭に1996年から毎年行っている。
ただし、女子プロゴルフテストで上位合格をした選手については本大会に選手として出場する権利があるため、この場合はルーキーキャンプには参加しない。

## 事件簿
- 2007年大会の第3日目（9月8日）、通算7アンダー、単独3位でホールアウトした大場美智恵がスコアカードの記載不備（マーカーがサインをし忘れ、大場も確認を怠りそのまま提出してしまった）により失格。翌9日の最終日に出場できなくなってしまった。

## 参考
- 日本女子プロゴルフ協会 日本女子プロゴルフ選手権大会コニカミノルタ杯